# Протести поводом хапшења Радована Караџића
Протести поводом хапшења Радована Караџића су одржани од дана његовог хапшења 21. јула, до краја септембра 2008. године. Одржани су у Београду, Новом Саду, Бањалуци, Источном Сарајеву, Палама, Вишеграду, Билећи, Требињу, Градишци... Највећи протести су одржани у Београду 29. јула 2008.

## Протести поводом хапшења
Протести због хапшења Радована Караџића су почели у ноћи између 21. и 22. јула 2008. године испред Специјалног суда у Београду, где се окупило неколико његових присталица, одмах након његовог хапшења. Полиција је ухапсила и привела неколико младића.
Протести су настављени 22. јула у организацији неколико националистичких удружења уз подршку Српске радикалне странке. Први дан протеста поводом хапшења Радована Караџића у Београду је учествовало неколико стотина грађана и присталица СНП 1389, Образ у протестној шетњи главним београдским улицама, где је око 19. часова на Тргу републике дошло до сукоба демонстраната и полиције. Они су скандирали имена Радована Караџића и Ратка Младића и вређали Бориса Тадића. Скуп је обезбеђивао велики број полицајаца у пуној опреми за разбијање Демонстрација. Они су у једном тренутку покушали да потисну окупљену групу, па је дошло до сукоба. На скупу се појавио и Генерални секретар СРС Александар Вучић, који је дочекан аплаузом и скандирањем: „Ацо, Србине!"
Следећег дана 23. јула, настављени су протести на којима се окупило око 1.500. грађана. Демонстрантима се придружио и Лука Караџић (брат Радована Караџића). Они су од Трга републике ишли до Трга Николе Пашића, а потом до улице Кнеза Милоша и натраг улицом Краља Милана, где их је на кратко зауставио кордон полиције испред зграде Народне Скупштине Србије. До мањег кошкања са полицијом дошло је нешто раније испред амбасаде Турске и још раније на Тргу републике су запалили једну бакљу и спалили заставу Социјалистичке партије Србије. Демонстранти су узвикивали: „Тадићу, усташо“ и „Нож, Жица, Сребреница“. Брат бившег Радована Караџића, Лука Караџић, који се прикључио демонстрацијама, рекао је новинарима да му је снаха Љиљана Зелен Караџић пренела да им канцеларија међународног посредника у БиХ још није одобрила долазак у Београд. Међу демонстрантима су били и посланици Српске радикалне странке Вјерица Радета и Драгољуб Ацковић, који су се прикључили протесту који су организовале „Националне Невладине организације“. Поново је око 19 часова дошло до сукоба демонстраната и полиције на Тргу републике, у којима је повређено неколико демонстраната и полицајаца, а међу њима и неколико новинара. Демонстранти су претходно сниматељу Б92 оштетили камеру и гађали га гуменим цревом. Сниматељ агенције Фонет је погођен флашом у главу. Новинарка агенције Срна је Физички нападнута, као и њен колега када је покушао да јој помогне, како је речено извештачима агенције Бета, прећено је и новинару ТВ БН.
Дана 24. јула, представници Српске радикалне странке су након седнице Скупштине општине Вождовац поред зграде Специјалног суда у Устаничкој улици прошли полукружно певајући четничке песме и скандирајући „Рашо Србине“. Око двадесетак одборника Скупштине општине Вождовац, која се налази одмах поред зграде Специјалног суда, посланици СРС-а које је предводио Немања Шаровић, на кратко су застали скандирајући пароле и пружајући подршку Радовану Караџићу. Око 17 часова, на Тргу републике су се поново окупили представници националистичких организација и Српске радикалне странке, протестујући због хапшења Радована Караџића. Окупљених је било између 200 и 300, носећи заставе СРС и слике са ликом Радована Караџића и Ратка Младића. Демонстранти су носили и заставу са ликом лидера СРС Војислава Шешеља. Представници десничарских организација скандирали су „Издаја“ и „Радоване српски сине“, као и увредљиве пароле на рачун председника Србије Бориса Тадића. Окупљенима су се придружили и народни посланици СРС-а Вјерица Радета, Гордана Поп Лазић и Лидија Вукићевић, као и ромски активиста Драгољуб Ацковић. Полиције је било у мањем броју него претходног дана, када су протести организовани истим поводом. Представници националистичких организација су после окупљања на Тргу републике отишли у протестну шетњу где су направили неколико инцидената. Демонстранти су кренули Дечанском улицом ка Булевару револуције, затим скренули у улицу Кнеза Милоша где су бацали петарде испред амбасаде Турске, затим се издвојила једна групица која је Физички напала сниматеља Телевизије Б92 и ударила га неколико пута. Полиција није била у близини када се догодио инцидент, а сниматељ ТВ Б92 од задобијених повреда није могао да хода. Демонстранти су затим ушли у улицу Краља Милана, где су се на неколико минута задржали код зграде Народне Скупштине и Председништва. Окупљени, којих је било неколико стотина, носили су заставе СРС и слике са ликом Караџића и Ратка Младића. Такође су носили и заставе са ликом лидера СРС Војислава Шешеља и плакате са натписом „Улица Ратка Младића“. После протестне шетње централним београдским улицама и мањег инцидента испред амбасаде Турске, демонстранти су се вратили на Трг републике одакле су око 18:30 часова почели да се разилазе.
Дана 25. јула, неколико стотина демонстраната кренуло је поподне са Трга републике у протестну шетњу. Протест је почео око 17 часова. На челу колоне су били брат ухапшеног Радована Караџића, Лука Караџић и посланице Српске радикалне странке (СРС) Вјерица Радета и Лидија Вукићевић и Божидар Делић, а међу окупљенима је био и рок певач Бора Ђорђевић. Бора Ђорђевић је рекао да се „фолирантском суду са србомрсцима“ изручује човек „без кога не би било ни 'с' од Републике Српске". Окупљени, који су четврти дан протестовали, носили су мајице с ликовима хашких оптуженика Радована Караџића и Ратка Младића и скандирали име ухапшеног Радована Караџића. Демонстранти су викали и увреде на рачун председника Србије Бориса Тадића. На овом скупу, присуствовало је мање новинара, фото-репортера и сниматеља него претходних дана, јер су поједине медијске куће одлучиле да не шаљу екипе након напада на новинаре који су се дешавали претходних дана. Организатори скупа — више националистичких организација, оптужили су данас медије да воде застрашујућу кампању против њих. Такође је примећено више полиције него током ранијих протеста. Испред колоне су ишли полукружно полицајци у опреми за разбијање демонстрација. Били су распоређени трасом којом се кретала колона. Неколико полицајаца у цивилу су упозорили неке од учесника протеста да не носе капуљаче које им покривају део лица. Организатори скупа, апеловали су на представнике медија да се крећу 300 метара испред колоне, док су колону демонстраната са обе стране обезбеђивали припадници полиције. Око 18:10 часова, демонстранти су бацали бакље на зграду Старог двора (Скупштине Београда), након чега је дошло до њиховог мањег физичког обрачуна с припадницима полиције. Полицајци су потисли демонстранте, а организатори протеста су се поставили између хулигана и полиције и нису дозволили да сукоб ескалира. Они су покушали да уђу у Скупштину Србије, која се налази преко пута у улици Краља Милана, али их је полиција у томе спречила. После инцидента, демонстранти су наставили шетњу назад ка Тргу републике. Око 1.500 грађана протестовало је у Билећи због хапшења бившег председника Републике Српске Радована Караџића. На митингу, који је организовала Група грађана, окупљени су носили слике Радована Караџића и лидера радикала Војислава Шешеља. Окупљање је протекло без инцидената. То је први организовани протест у Републици Српској поводом хапшења Радована Караџића.
Дана 26. јула, неколико стотина присталица бившег председника Републике Српске, протестовало је и овај дан у центру Београда због његовог хапшења. Протесте због његовог хапшења, протеклих пет дана организовала је група националистичких и ултрадесничарских невладиних организација, а својим присуством, подршку су му свакодневно давали представници Српске радикалне странке. Учесницима протеста су се на Тргу републике обратили брат ухапшеног Лука Караџић и посланик СРС-а Божидар Делић, који су позвали окупљене да не праве инциденте и не нападају новинаре. Учесници протеста су носећи слике Караџића и заставе покрета Образ и СРС, завршили скуп шетњом централним београдским улицама. Скуп и протестну шетњу је, као и претходних дана, обезбеђивао велики број припадника жандармерије. Демонстрације су протекле без инцидената. У више градова Републике Српске су одржани мирни протести због хапшења хашког оптуженика Радована Караџића, у организацији Српске демократске странке, под слоганом "Ход за Српску и снага молитве". Око 100 људи окупило се у подне на бањалучком Тргу Крајине како би подржало Караџића, а потом су отишли у Цркву Свете Тројице да упале свеће. Караџићеве присталице, носиле су његове слике и српске заставе, а полиција је у Бањалуци појачала обезбеђење верских објеката и дипломатских представништава. Председник Градске организације СДС Анђелко Граховац, рекао је новинарима да симпатизери странке и сви грађани Бањалуке, желе на тај начин да изразе протест због потеза Међународне Заједнице и актуелне власти у Србији. Због хапшења Радована Караџића, протести су одржани у Бијељини, Зворнику, Требињу и Градишци. Окупљени грађани у Зворнику, носили су Караџићеве слике и транспаренте на којима је писало „Сви смо ми Караџић“, „Радоване, Зворник је уз тебе“, „Докле ће бити само Срби хапшени и затварани“. Са скупа на којем се окупило око 2.000 људи, високом представнику Мирославу Лајчаку у Босни и Херцеговини, поручено је да „ни српска деца никада неће видети своје очеве које су у току рата поубијали припадници муслиманског народа“. У Требињу и Градишци су такође одржани протести и молебан због хапшења Радована Караџића. Молебану и протесту у Требињу одржаном у 12 часова, присуствовали су представници политичких странака из Требиња, као и Председник Српске партије социјалиста Синиша Вучинић, саопштено је из организационог одбора скупа. Скуп је протекао мирно, достојанствено и цивилизовано. Грађани су носили слике Радована Караџића, Ратка Младића и председника Српске радикалне странке Војислава Шешеља, а бројне су биле и заставе Српске демократске странке и Српске радикалне странке. Најбројније пароле биле су „Живјела Независна Република Српска“, „Требиње је Србија“ и друге. На молебану у Градишци, прочитано је писмо Караџићу, које је потписао потпредседник Српске напредне странке Мирко Царић у којем се изражава најдубље поштовање и дивљење бившем председнику Републике Српске.
Дана 27. јула, као и претходних дана, настављени су мирни протести. Инцидената није било.
Дана 28. јула, Српска радикална странка је пријавила полицији „велики протестни скуп и митинг подршке Радовану Караџићу“ за уторак 29. јул.

### Митинг подршке Радовану Караџићу у Београду 29. јула 2008.
Српска радикална странка је у Београду 29. јула 2008. организовала велики "Митинг подршке Радовану Караџићу" под називом "Свесрпски сабор" на коме је присуствовало око 15.000 грађана. Учесницима скупа су се обратили представници Српске радикалне странке Томислав Николић, Александар Вучић, Драган Тодоровић, Вјерица Радета, Наташа Јовановић, глумица Ивана Жигон, затим Коста Чавошки као и представници Демократске странке Србије Милан Ивановић и Нове Србије Велимир Илић и други. Лидери Српске радикалне странке која је организовала митинг су инсистирали да се нико не сукобљава са полицијом и да митинг протекне у миру. Они су позивали учеснике скупа да седну на земљу како би показали да им је намера мирно окупљање грађана. Пред завршетак митинга, дошло је до великих сукоба и окршаја демонстраната и полиције у којима је било на десетине повређених, а једно лице је тешко повређено, које је после три недеље преминуло од последица тешких повреда. Протестна шетња је отказана због нереда.
Касније је Драган Тодоровић инсистирао да се спроведе детаљна истрага и да се утврди ко су ти хулигани који су систематски присутни на сваком митингу и праве нереде. Такође се оградио од ових групација.
Митинг је почео око 19:20 часова химном "Боже правде", а на митингу се према полицијским проценама, окупило око 15.000 грађана. На бину су истовремено изашли Томислав Николић, Александар Вучић, Наташа Јовановић, Драган Тодоровић, као и председник Нове Србије Велимир Илић са порукама: „Србија је јача од издајничке власти која је ухапсила највећег живог Србина“. Академик Коста Чавошки, који је говорио први, рекао је да је „Хаг покретна трака смрти“ и подсетио на све Србе који су умрли у Схевенингену. Брат ухапшеног хашког оптуженика Лука Караџић позвао је Власти да одустану од изручења његовог брата Хашком трибуналу. „Одустајање од изручења Радована Караџића био би частан излаз из ситуације и за Власти у Србији и међународну заједницу и Хаг“, рекао је Лука Караџић. Великом бином доминирао је натпис „Слобода за Србију“, а демонстранти су носили заставе Српске радикалне странке, Демократске странке Србије, Нове Србије, као и слике Радована Караџића, Војислава Шешеља и Ратка Младића. Носили су транспаренте са натписима „Сваки је Србин Радован“, Не дамо Србе на врбе ", „Тадићу усташо“, „Радован Караџић“ ... Председник Србије Борис Тадић је изјавио да Европа жели Србију у којој се поштује закон и да је невероватно да људи протестују због поштовања закона. На Тргу је био паркиран камион са освежавајућим напицима и са кафом, а били су и присутни продавци рекламних капа, мајица, привезака са ликом Радована Караџића. Јаке полицијске снаге обезбеђивале су скуп, као и све важније институције у граду и страна дипломатска Представништва. Око бине је било постављено обезбеђење које је ангажовала СРС као организатор. Према речима песника Рајка Петрова Нога који је донео Караџићеву поруку окупљенима, бивши председник Републике Српске је људе који су га знали као Драгана Дабића замолио да му опросте, јер да су знали његово право име учинио би их саучесницима. У поруци лидера СРС-а Војислава Шешеља, коју је прочитао Немања Шаровић, Војислав Шешељ је оптужио „издајнички режим Бориса Тадића“ што је ухапсио једног од утемељивача Републике Српске и „сада га изручује онима који су убили Слободана Милошевића“. Шешељ је обећао да ће „учинити све да се супротстави хашкој тиранији и поручио Ратку Младићу и Горану Хаџићу да се не предају хашкој аждаји“. Хапшењем Караџића, Шешељ је поручио да је „Борис Тадић направио велеиздајнички је чин, угрозио Републику Српску и од Србије направио колонију.
У Македонској улици, дошло је до сукоба припадника навијачких група, која је навукла капуљаче преко глава и полиције. Навијачи су напали петардама, бакљама и каменицама полицајце. Полиција је узвратила сузавцем и гуменим мецима, па се група на кратко повукла. У Ургентни центар у Београду је до 23:30 часова примљено укупно 46 лица повређених у сукобима хулигана и полиције за време и по завршетку протестног митинга на Тргу републике. У току сукоба, полицајци су испалили на десетине патрона сузавца, а чуло се и неколико „топовских удара“. Међу повређенима је био новинар шпанске телевизије Оскар Мартинез Форкада, док су радикали саопштили да је повређен и лидер Странке српског јединства Борислав Пелевић који је погођен гуменим метком у главу. Такође, полиција је претукла и новинара Бете Милоша Ђорелијевског, иако се он уредно легитимисао. Током сукоба полиције и демонстраната полупано је на десетине излога на локалима у центру Београда, а демолирани су и аутомобили који су били паркирани у централној зони. После око пола сата сукоба, полиција је успела да растури групе насилних демонстраната. Посланик СРС-а Божидар Делић и Лука и Драган Караџић су око 22:15 часова, убедили преосталу групу од стотинак демонстраната да се мирно разиђе. Томислав Николић и Александар Вучић са осталим функционерима СРС-а повукли су се у штаб странке. Јаке полицијске снаге су током ноћи наставиле да обезбеђују џамију на Дорћолу, „Мекдоналдс“, ресторане и амбасаде у улици Кнеза Милоша. Десничарске организације које су учествовале на митингу, упркос дешавањима, најавиле су да ће и следећи дан у 17 сати на Тргу републике наставити са протестима због хапшења Радована Караџића и да ће покушати да одрже протестну шетњу.
Заменик председника СРС-а Томислав Николић је непосредно после смиривања сукоба на улицама Београда рекао да су за све одговорни „провокатори“. Иначе, Николић је још током митинга упутио позив „деци“, која су се сукобила са полицијом, да то не чине и да не руше Београд. Генерални секретар Српске радикалне странке Александар Вучић добио је пет удараца пендреком од жандарма, док је покушавао да раздвоји демонстранте који су се сукобили са полицијом.
Пола сата после поноћи, из зграде Специјалног суда изашла су два аутомобила са затамњеним стаклима у пратњи полиције, Радован Караџић је изручен Хашком Трибуналу.

### Наставак мањих протеста
Дана 30. јула, неколико десетина грађана окупило се око 17 часова у Београду на Тргу републике, у знак протеста због хапшења хашког оптуженика Радована Караџића. Протесту су присуствовали и функционери Српске радикалне странке Гордана Поп Лазић, Божидар Делић, Зоран Красић, Петар Јојић, као и Караџићев брат Лука Караџић. Окупљени су кренули у протестну шетњу, а организатори су позвали учеснике да не изазивају инциденте и да не скандирају. Организатори протеста су најавили да ће организовати петицију за смену министра полиције Ивице Дачића.